# فريد باس

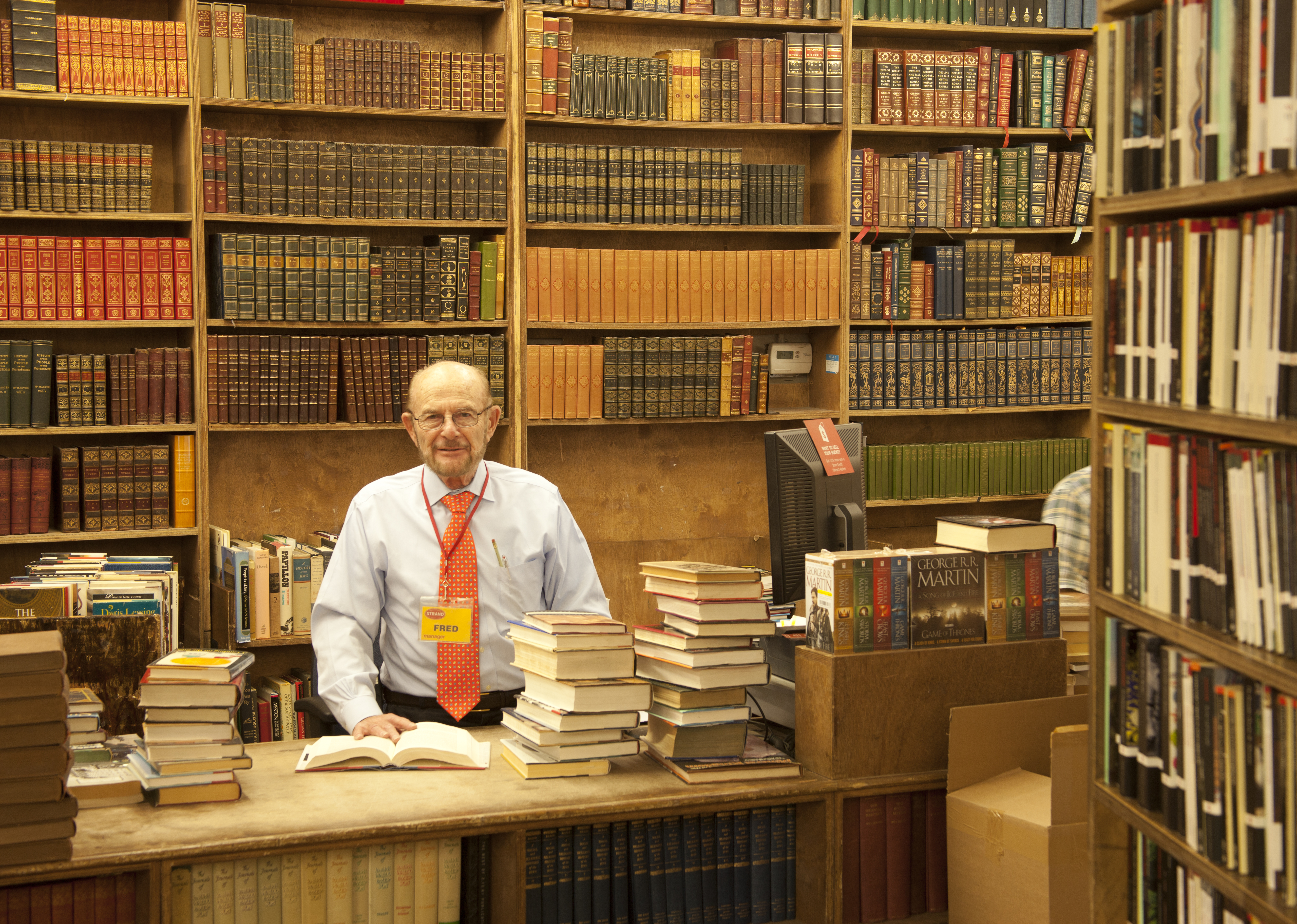

فريد باس عضو مجلس مدينة سابق وعضو بيئي وطبيب طب وقائي في فانكوفر، كولومبيا البريطانية، كندا. بصفته عالم أوبئة وطبيبًا، ركز على الحد من تدخين التبغ. خدم في مجلس مدينة فانكوفر من 1999 إلى 2005.

## الحياة الشخصية
ولد باس في مدينة نيويورك، والتحق بكلية أنطاكية، وكلية كيس ويسترن ريزيرف الطبية، وكلية هارفارد للصحة العامة، وكلية جونز هوبكنز للنظافة والصحة العامة. عمل كضابط طب وقائي في فرقة المشاة السابعة بالجيش الأمريكي في كوريا وجيرت مونموث. بعد خدمته العسكرية، كان ضابطًا لمكافحة السل في وزارة الصحة في نيوجيرسي ومسؤول الصحة الطبية بالوحدة. حصل على درجة الماجستير في علم الأوبئة من كلية هارفارد للصحة العامة ودكتوراه في العلوم من جامعة جونز هوبكنز، وكتب أطروحة حول استخدام الرعاية الطبية تُعزى إلى تدخين السجائر. درس في جامعة بنسلفانيا.

## أعمال مكافحة التبغ
في عام 1975، بدأ باس العمل مع قسم الصحة في فانكوفر كأخصائي الطب الوقائي وعلم الأوبئة. بعد فترة وجيزة، أسس لجنة التبغ والأمراض التابعة للجمعية الطبية لكولومبيا البريطانية، وترأست اللجنة لمدة عقدين. أصبح أول مدير لتعزيز الصحة في كندا. في عام 1989، أسس باس B.C. برنامج الأطباء للإقلاع عن التدخين، تطور هذا البرنامج إلى جمعية الرعاية الوقائية السريرية في عام 1997. اتصل به لي باخوس من فانكوفر صن «ربما يكون المدافع الأكثر شغفًا وشجاعة عن مكافحة التدخين في المقاطعة».
اشتهر بوجود جانب غريب، تضمنت مبادراته استئجار طائرة لرفع لافتة مضادة للتبغ في حدث للألعاب النارية برعاية Benson & Hedges وتنظيم سباق مع الديوك الرومية الحية في ميدان روبسون للإعلان عن حملة الديك الرومي البارد. في أواخر الثمانينيات إلى منتصف التسعينيات، بعد سنوات من الضغط من الجمعية الطبية لكولومبيا البريطانية، أدخلت حكومة المقاطعة سلسلة من القوانين ضد الإعلان عن التبغ وبيع منتجات التبغ للقصر، وفي عام 2001 حصل على عضوية فخرية من الجمعية الطبية الكندية لعمله في مكافحة التبغ.
كان باس نفسه قد بدأ التدخين في سن 16، وكان مدخنًا في اليوم عندما استقال في سن 28. "لأنني دخنت"، قال في عام 1998، "أعرف العديد من الجوانب الإيجابية للتدخين ويمكنني أن أفهم ما يحدث داخل رأس المدخن.
المشاركة المبكرة في سياسة فانكوفر
في 1989-90، خدم باس في فريق عمل سحب التغيير في فانكوفر الذي تناول قضايا تغير المناخ العالمي. دخل باس، الذي كان قلقًا بشأن الاحتباس الحراري، السياسة الانتخابية في عام 1996 كمرشح عن حزب الخضر المدني في فانكوفر تحت قيادة ستيوارت باركر، لكنه هزم بهامش كبير. بدعم من القيادة التنفيذية والمحلية لحزب الخضر، سعى وفاز بترشيح ائتلاف الناخبين التقدميين (COPE)، الحزب الذي وقع معه حزب الخضر للتو اتفاقية ائتلافية.
عضو مجلس مدينة منتخب
تم انتخاب باس لأول مرة في مجلس المدينة في عام 1999 كعضو في COPE، وتصدر صناديق الاقتراع عندما أعيد انتخابه في عام 2002 بأغلبية 70525 صوتًا. كانت أولوياته السياسية هي العمل على البيئة والعبور. كان باس صريحًا في معارضته لتوسيع نطاق المقامرة والنفقات المفرطة للنقل السريع من قبل فصيل من حزبه تحت قيادة العمدة لاري كامبل.
من أجل تشجيع ركوب الدراجات والمشي، قدم باس حركة مثيرة للجدل في عام 2005 لاستكشاف تخصيص ممرين من جسر بورارد المكون من ستة حارات لركوب الدراجات (كان راكبو الدراجات يتشاركون الرصيف مع المشاة). كانت خطوته الأولى عبارة عن تجربة ضئيلة التكلفة لاستخدام ممر واحد في كل اتجاه للدراجات، وحجز الرصيف الحالي للمشاة. كان من المقرر أن تكلف خطة لتوسيع أرصفة الجسر 13 مليون دولار إذا فشلت تجربة باس البالغة مليوني دولار. أشاد بعض راكبي الدراجات بهذه الخطوة، على الرغم من تساؤل المستخدمين الآخرين لأرصفة الجسر الحالية عما إذا كانت أي تغييرات ضرورية. المخاوف بشأن غضب سائق السيارة لم تردع باس، الذي قال «سائقي السيارات استدعوا رأسي منذ فترة طويلة ورأسي لا يزال على رقبتي». أيد دعاة التراث بشدة تجربة الدراجات، لأن توسيع الرصيف من شأنه أن يضعف القيمة التراثية لهذا الجسر التاريخي على طراز آرت ديكو.

## النشاط البيئي
وصف باس عمله في مكافحة التدخين بأنه «ممارسة» لحملة ضد الاحتباس الحراري. في مايو 2012، كان باس أحد المتظاهرين العديدين الذين تم اعتقالهم في وايت روك، كولومبيا البريطانية لإغلاقه قطارًا كان يحمل فحمًا أمريكيًا متجهًا للشحن إلى آسيا. في عام 2019، بدأ باس في تسهيل ورش العمل العامة حول «المرونة البيئية»، التي يصفها بأنها قدرة الأفراد والأسر والمجتمعات والنظم الإيكولوجية على الاستجابة لضغوط الانهيار البيئي.
الحياة الشخصية
تنحدر عائلة باس من تقليد يهودي أرثوذكسي. بينما كان يدرس للحصول على شهادته الجامعية، انخرط في مشروع دراسة العمل في ألاسكا بقيادة الكويكرز. ظل على اتصال بمجتمعات الكويكر بعد ذلك، وفي وقت لاحق من حياته أصبح كويكرًا. يمارس أيضًا بوذية سوتو زين. لدى باس أربعة أطفال بالغين، اثنان مع شريكه طويل الأمد روما دهر، واثنان من زواج سابق.